# ナニー・ドス
ナンシー（ナニー）・ドス（英語: Nancy (Nannie) Doss, 1905年11月4日 - 1965年6月2日）は、判明しているだけでも8人を毒殺したアメリカ合衆国の連続殺人犯。

## 生い立ち
アラバマ州アニストンに五人兄弟の四女として誕生。父親は家庭内暴力をふるう人物であり、その事が彼女の人格に大きな悪影響（理想を追求しすぎる傾向）を及ぼしたと推測されている。

### 最初の結婚とその顛末
幼いころから恋愛小説を好み、理想の伴侶を夢見ていた彼女は16歳の時に結婚。相手は、職場の同僚だったチャーリー・ブラッグスという人物だった。
【甘い結婚生活】を夢見た彼女の人生は、チャーリーの母親が同居するようになってからもろくも崩れ去ってしまう。母親は彼女に厳しく当たり、あらゆる面に置いて彼女を絶対服従させようとしたのだ。
とうとう堪え切れなくなったナンシーは、砒素を主成分とした殺鼠剤を食事に混ぜて次女と三女を毒殺。当初は食中毒と断定されたが、夫は彼女が殺害したのではないかと疑い、（ナンシーの望み通りに）離婚を考えるようになってしまう。
1927年、義母の死もあってチャーリーと離婚。こうして彼女の計画は成功した。

### 二度目の結婚とその顛末
晴れて自由の身となったナンシーは、新聞の恋人募集欄を使って新しい伴侶を探す。数ヶ月後、フロリダ州のジャクソンビルに住むフランク・ハレルソンという人物と出会い再婚した。
十数年間、【甘い生活】を送っていた彼女だったが、ただひとつ、夫の酒癖の悪さには閉口していた。それはもはや酒乱と言える程であり、悪酔いしては彼女に暴力をふるっていたのだ。
ナンシーは何度も夫に禁酒することを約束させたが、その度に夫は隠れて飲酒。ある日、へべれけに酔ったフランクに強姦されたのを機に、とうとう堪えられなくなった彼女は、夫が庭のプランターに酒瓶を隠していることを見抜き、その中に殺鼠剤を混ぜてフランクを殺害する。

### 三度目の結婚とその顛末
ケンタッキー州のハリー・ラニングという人物と再再婚したナンシーだったが、夫の極端な浮気性に悩まされる。とうとう堪え切れなくなった彼女は、プルーンの砂糖煮に大量の殺鼠剤を混ぜて夫を殺害。
その死は心不全として扱われ、彼女の犯行は暴かれなかった。夫の（表向きな）妻への献身が、ナンシーへの疑惑をそらすカモフラージュとなっていたのだ。
ちなみに、ハリーの殺害後ラニング家は不審火に見舞われて全焼しているが、これもナンシーの犯行であると考えられている。出火する直前、家からテレビを持ち出そうとするナンシーの姿を隣人が目撃しており、声をかけたところ、彼女は狼狽した様子で「これから旅行に出るのだけど、テレビが盗まれやしないかと思うと心配で一緒に持っていくことにしたのよ」と答えている。なお、この火災でナンシーは家屋と家具に掛けられた火災保険金を受け取っているが、持ち出したテレビに掛けられた保険は支払い対象外になったため、「こんなことならテレビを持ち出すんじゃなかった」と悔しがったという。

### 四度目の結婚とその顛末
カンザス州に向かった彼女は、リチャード・L.モートンという人物と結婚。彼もまた女性関係にルーズな人物であり、とうとう堪え切れなくなった彼女はプルーンの砂糖煮に大量の殺鼠剤を混ぜて夫を殺害。
リチャードは三ヵ月間地獄の苦しみを味わった末、死んだとされている。

### 五度目の結婚とその顛末
1953年、オクラホマ州の公務員（道路整備機関に勤務）、サミュエル・ドスと結婚したナンシーだったが、夫の亭主関白ぶりに悩まされることになってしまう。
サミュエルは厳格で気難しい性格であり、彼女の生き甲斐そのものであるロマンス雑誌や恋愛小説を「くだらないもの」として嫌悪し、それにうつつを抜かすナンシーを非難した。ある日、ナンシーが留守にしているとき、夫は妻の宝物であるこれらの雑誌や小説を勝手に捨ててしまい、とうとう堪え切れなくなった彼女は、好物であるプルーンの砂糖煮に大量の殺鼠剤を混ぜて夫を殺害しようとしたが、夫の丈夫な体質に阻まれて計画は頓挫。
夫は食中毒と診断され、病院に収容された。数ヶ月後、サミュエルは退院することになったが、帰宅後ふたたび体調を崩して今度は死亡。
生命保険金目当てと、命より大切な宝物を勝手に捨てた夫への異常な憎しみにかられていたナンシーに毒入りコーヒーによってとどめを刺されたのだ。

### その後の顛末
サミュエルの死を不審に思った主治医により、彼の遺体は検死解剖に回されることになった。
その結果、サミュエルの体から18人分の致死量に相当する砒素が検出され、ナンシーはついに逮捕される。取り調べの結果、五人の夫の他、自分の親族を次々と殺害していたことを告白。
その動機として、「理想の生活を追い求めていただけ」と力説した。
結局、彼女は殺害を物理的に立証できるサミュエル殺害の咎で終身刑を言い渡され、オクラホマ州の刑務所に収監された。
1965年、ロマンスとは明らかに縁遠い牢獄の中で白血病により死去。59歳だった。

## 人物像
超極端な理想主義者であり、いうなればハーレークインのような華麗なる恋愛を求めて再婚を繰り返した彼女。結婚相手が少しでも自分の理想からずれた顔をのぞかせることが我慢できず、砒素を用いて次々と殺害した。

## なぜ彼女は捕まらなかったのか？
彼女は、周囲の人間を次々と殺害したにもかかわらず、なぜ数十年間もの間逮捕されなかったのか？
当時、アメリカの警察には情報を統括するシステムが存在しておらず、州をまたいだ犯罪が行われると対処のしようがなかった。
ナンシーは殺人を犯すとすぐにその土地を離れ、二度と戻ってこなかったため罪が判明するのが遅れたのだ。
ちなみに、アメリカの犯罪情報を統括するFBIが本格的に始動したのは1924年のことである。